# Географија америчких Девичанских острва
Географија америчких Девичанских острва обухвата Америчка Девичанска острва, групу од неколико десетина острва и гребена који се налазе у Карибима, око 1 770 км југоисточно од Флориде, 966 км северно од Венецуеле, 64 км источно од Порторика, а непосредно западно и јужно од Британских Девичанских острва. 
Америчка Девичанска острва леже близу границе Северноамеричке плоче и Карипске плоче, око 161 км јужно од Порториканске бразде и близу пролаза Анегада, кључне саобраћајне стазе. Заједно са Британским Девичанским острвима, Вијекесом и Кулебром, они чине архипелаг Девичанских острва. 
Брдовита, вулканска острва Сент Томас (80 км²) и Сент Џон (52 км²) граниче се са северним Атлантским океаном на северу и Карипским морем на југу. Веће острво Сент Крој (218 км²) лежи 64 км ка југу преко Девичанских острва и у потпуности је у Карипском мору. 
Град Шарлота Амалија, на острву Сент Томас је једна од најприроднијих, лука дубоке воде на Карибима. Острва имају многе познате плаже, укључујући залив Магенс (Сент Томас) и залив Транк (Сент Џон), и коралне гребене, укључујући национални споменик Корални гребен Девичанских острва и национални споменик Гребен Бак. Више од половине острва Сент Џон и готово цело острво Хасел у власништву су америчке службе националних паркова. 

## Статистика
Географске координате (главни град Шарлота Амалија): 18° 21′ N 64° 57′ W / 18.350° С; 64.950° З
Острва: Сент Крој, Сент Томас, Сент Џон, острво Вотер, и многа друга острва 
Површина:
укупно: 738 квадратних миља (1.910 km²)
земљиште: 134 квадратних миља (346 km²)
вода: 604 квадратних миља (1.564 km²)
Упоредна површина: двоструко већа од округа Колумбија
Поморска права:
ексклузивна економска зона: 200 nmi (370,4 km; 230,2 mi)
територијално море: 12 nmi (22,2 km; 13,8 mi)
Коришћење земљишта:
ораница: 5,71%
трајни усеви: 2,86%
остало: 91,43% (2005)
Наводњавано земљиште: 1 km² 
Природне опасности: честе и јаке суше и поплаве; повремени земљотреси; ретки цунами
Животна средина - актуелна питања: недостатак природних слатководних ресурса 

## Терен
Терен острва је углавном брдовит до суров и планински са мало равног земљишта. Краун Моунтин, на Сент Томасу, је највиша тачка на америчким Девичанским острвима са 474 м висине. Ниво мора је најнижа тачка. Има обалу дужине 188 км. Територија је позната по својим плажама и обилном сунцу. 

## Клима
Америчка Девичанска острва уживају у тропској клими, умереним источним пасатима и уз релативно ниску влажност. Температуре се током године мало разликују. 
У главном граду Шарлота Амалија, типичне дневне максималне температуре су око 32,8 °C лети и 30 °C зими. Типичне дневне минималне температуре су око 25,6 °C лети и 22,2 °C зими. Температура воде је око 28,3 °C лети и 26 °C зими. Падавине у просеку износе око 965 мм годишње. Кише могу бити прилично променљиве, али најкишовитији месеци су у просеку од септембра до новембра, а најсушнији месеци су фебруар и март.
 

Острва су подложна тропским олујама и ураганима, а сезона урагана траје од јуна до новембра. У новијој историји знатну штету нанели су ураган Ирма и ураган Марија 2017. године, ураган Хуго 1989. године и ураган Мерилин 1995. године. Острва су погодили и ураган Берта 1996. године, ураган Џорџ 1998. године, ураган Лени 1999. године, Тропска олуја Џини 2004. године, ураган Омар 2008. године, ураган Ерл 2010. године, тропска олуја Ото 2010. године и тропска олуја Томас 2010. године, али штета је била мања у тим олујама.
| Клима Saint Thomas, United States Virgin Islands | Клима Saint Thomas, United States Virgin Islands | Клима Saint Thomas, United States Virgin Islands | Клима Saint Thomas, United States Virgin Islands | Клима Saint Thomas, United States Virgin Islands | Клима Saint Thomas, United States Virgin Islands | Клима Saint Thomas, United States Virgin Islands | Клима Saint Thomas, United States Virgin Islands | Клима Saint Thomas, United States Virgin Islands | Клима Saint Thomas, United States Virgin Islands | Клима Saint Thomas, United States Virgin Islands | Клима Saint Thomas, United States Virgin Islands | Клима Saint Thomas, United States Virgin Islands | Клима Saint Thomas, United States Virgin Islands |
| Показатељ \ Месец                                | .Јан.                                            | .Феб.                                            | .Мар.                                            | .Апр.                                            | .Мај.                                            | .Јун.                                            | .Јул.                                            | .Авг.                                            | .Сеп.                                            | .Окт.                                            | .Нов.                                            | .Дец.                                            | .Год.                                            |
| ------------------------------------------------ | ------------------------------------------------ | ------------------------------------------------ | ------------------------------------------------ | ------------------------------------------------ | ------------------------------------------------ | ------------------------------------------------ | ------------------------------------------------ | ------------------------------------------------ | ------------------------------------------------ | ------------------------------------------------ | ------------------------------------------------ | ------------------------------------------------ | ------------------------------------------------ |
| Апсолутни максимум, °C (°F)                      | 34 (93)                                          | 34 (93)                                          | 34 (94)                                          | 36 (96)                                          | 36 (97)                                          | 37 (99)                                          | 37 (98)                                          | 37 (99)                                          | 37 (98)                                          | 36 (97)                                          | 35 (95)                                          | 33 (92)                                          | 37 (99)                                          |
| Максимум, °C (°F)                                | 29 (85)                                          | 29 (85)                                          | 30 (86)                                          | 31 (87)                                          | 31 (88)                                          | 32 (89)                                          | 32 (90)                                          | 32 (90)                                          | 32 (90)                                          | 32 (89)                                          | 31 (87)                                          | 30 (86)                                          | 30,9 (87,7)                                      |
| Минимум, °C (°F)                                 | 22 (72)                                          | 23 (73)                                          | 23 (73)                                          | 23 (74)                                          | 24 (76)                                          | 26 (78)                                          | 26 (78)                                          | 26 (78)                                          | 26 (78)                                          | 25 (77)                                          | 24 (75)                                          | 23 (74)                                          | 24,3 (75,5)                                      |
| Апсолутни минимум, °C (°F)                       | 17 (63)                                          | 17 (62)                                          | 13 (56)                                          | 17 (62)                                          | 19 (66)                                          | 19 (67)                                          | 14 (57)                                          | 15 (59)                                          | 18 (64)                                          | 19 (66)                                          | 11 (52)                                          | 17 (62)                                          | 11 (52)                                          |
| Количина падавинаmm (in)                         | 60,5 (2,38)                                      | 37,6 (1,48)                                      | 36,1 (1,42)                                      | 69,6 (2,74)                                      | 77,7 (3,06)                                      | 64,3 (2,53)                                      | 72,4 (2,85)                                      | 95 (3,74)                                        | 141,7 (5,58)                                     | 137,7 (5,42)                                     | 132,8 (5,23)                                     | 75,2 (2,96)                                      | 1.000,6 (39,39)                                  |
| Извор: weather.com                               |                                                  |                                                  |                                                  |                                                  |                                                  |                                                  |                                                  |                                                  |                                                  |                                                  |                                                  |                                                  |                                                  |